# Multiplication par un scalaire
Ne pas confondre avec le produit scalaire.

Exemple de multiplication d'un vecteur par un scalaire

En mathématiques, la multiplication par un scalaire est l'une des lois externes de base définissant un espace vectoriel en algèbre linéaire (ou plus généralement, un module en algèbre générale).
Si K est un corps commutatif, la définition d'un espace vectoriel E sur K prescrit l'existence d'une loi de composition externe, une application de K × E dans E. L'image d'un couple (λ, v), pouvant être notée λv ou λ∙v, est la multiplication du vecteur v par le scalaire λ. Comme cas particulier, E peut être pris égal à K lui-même, et la multiplication par un scalaire peut être tout simplement la multiplication du corps. Quand E est égal à Kn, alors la multiplication par un scalaire est usuellement celle définie composante par composante.
Par définition d'un espace vectoriel, la multiplication par un scalaire vérifie les propriétés suivantes :
- La multiplication par 1 ne change pas un vecteur :

{\displaystyle 1v=v} ;
- distributivité à droite :

{\displaystyle \forall (\lambda ,\mu )\in K^{2},\quad \forall v\in E,\quad (\lambda +\mu )v=\lambda v+\mu v} ;
- distributivité à gauche :

{\displaystyle \forall \lambda \in K,\quad \forall (u,v)\in E^{2},\quad \lambda (u+v)=\lambda u+\lambda v} ;
- associativité :

{\displaystyle \forall (\lambda ,\mu )\in K^{2},\quad \forall v\in E,\quad (\lambda \mu )v=\lambda (\mu v)} ;
- la multiplication par 0 donne le vecteur nul :

{\displaystyle \forall v\in E,\quad 0v=0_{E}} ;
- la multiplication par –1 donne l'opposé :

{\displaystyle \forall v\in E,\quad (-1)v=-v.}
Ici, + représente ou bien l'addition du corps ou celle de l'espace vectoriel comme il convient et 0 est l'élément neutre du corps K, tandis que 0E est le vecteur nul.
La juxtaposition ou le point correspondent à la multiplication par un scalaire ou la multiplication interne du corps.
La multiplication par le scalaire non nul λ définit une application linéaire de E dans E, appelée homothétie de rapport λ. Lorsque E est un espace vectoriel euclidien (avec K = R), alors les homothéties peuvent être interprétées comme des contractions ou des étirements.